# Crkva sv. Ante u Drijenči
Crkva sv. Ante je župna rimokatolička crkva u Drijenči.
Ranije je na mjestu ove crkve bila područna crkva izgrađena 1970. godine. Odjeljenjem od župe Breške župa Drijenča je osnovana Dekretom o osnivanju župe 12. lipnja 1986. godine. Područna crkva postala je župna. Za nadbiskupovanja Marka Jozinovića izgrađena je župna crkva 1986. godine. Sljedeće godine za župu je otkupljena obiteljska kuća u kojoj od tad stanuje župnik i koja je temeljito obnovljena od 1994. do 2000. godine.
Današnja župna crkva građena je od 1997. do 1999. godine. Dimenzija je 24x12x8 m. Ima zvonik visine 27 m. Građevinski inženjer iz Tuzle Juro Pranjić osmislio je unutarnje uređenje crkve. Od 2002. godine crkvu krase dva vitraja akademskog slikara Đure Sedera Sveti Franjo i Sveti Anto, Raspeće (drvo) akademskog kipara Mile Blaževića i dva mozaika Blaženke Salavarde: Uskrsnuće i Krštenje na rijeci Jordanu. Crkvu rese i križni putevi u mozaiku Blaženke Salavarde. 2004. crkva je dobila postaje Križnog puta koje je izradila Blaženka Salavarda. Skupina Drijenčana financirala je izgradnju kalvarije. Postaje-kapelice je projektirao arhitekt Juro Pranjić. Postaje su duž asfaltirane prometnice koja gradi sponu između crkve i groblja. Zahvaljujući postajama križnog puta, Drijenča postaje i hodočasničko mjesto za katolike tuzlanskoga kraja. Za opremljenost drijenačke župne crkve vrhunskim umjetničkim djelima zaslužan je profesor filozofije na Franjevačkoj teologiji u Sarajevu dr fra Mirko Jozić.

## Vanjske poveznice
- Facebook - MZ Drijenča Objavljena naslovna fotografija 7. prosinca 2016.